# Mesolia diaperatalis
Mesolia diaperatalis là một loài bướm đêm trong họ Crambidae.